# Zuzana Paulová
Zuzana Paulová (28. ledna 1993 Praha) je česká curlerka, která spolu s Tomášem Paulem reprezentovala Českou republiku na zimních olympijských hrách v Pekingu 2022. Spolu s manželem Tomášem vybojovali pro český curling premiérovou olympijskou účast.

## ZOH 2022
Po prohře se zlatými Italy (2-10) přišla výhra proti budoucím vicemistrům Norům (7-6). Dále následovaly 4 těsné prohry proti Velké Británii, Švédsku, Kanadě a Švýcarsku, načež následovaly 3 výhry nad USA, Čínou a Austrálií. Díky tomuto výkonu vybojovali pro Českou republiku 6. místo.

## Smíšené dvojice
Spolu se svým manželem už byla na 5 mistrovstvích světa, poprvé v roce 2013, poté v roce 2014. Na Světových hrách roku 2017 skončili 4. místě, což jim nezajistilo místo na ZOH 2018 v Jižní Koreji. Dále reprezentovali Českou republiku v roce 2018 a 2019. V roce 2020 bylo kvůli pandemii covidu-19 mistrovství světa zrušeno. Rok nato se dostali do kvalifikace o ZOH 2022, kde vyhráli nad USA (8-6), a tím si zajistili místo na ZOH.
Po olympijských hrách již neobhájili titul mistra republiky a nahradilo je duo Julie Zelingrová a Vít Chabičovský. Manželům se narodil syn a v roce 2024 znovu obhájili titul mistra republiky a pojedou sbírat body pro příští ZOH na MS.